# Iker Casillas
Iker Casillas Fernández (Móstoles, Madrid, 20 de mayo de 1981) es un exfutbolista español que jugaba como portero. Desarrolló la mayor parte de su carrera deportiva en el Real Madrid Club de Fútbol y en la selección de fútbol de España, siendo considerado como uno de los mejores porteros de su generación y de la historia del fútbol. 
Fue internacional absoluto con la selección española desde 2000 hasta 2016, de la cual fue su capitán desde 2006 hasta 2016. Es el segundo internacional español con más partidos de la historia (detrás de Sergio Ramos con 180) y el decimoquinto a nivel mundial con 167. Capitaneó a su selección nacional, al proclamarse campeón continental en 2008 y 2012 y campeón del mundo en 2010, logrando así el primer «triplete» de selecciones nacionales.
Inició su carrera deportiva en el Real Madrid Club de Fútbol, primero en sus categorías inferiores y desde 1999 hasta 2015 en el primer equipo, ostentando la capitanía entre 2010 y 2015. Es el segundo jugador con más partidos de la historia del club, con un total de 725, por detrás de Raúl González con 741. Desde 2019 hasta 2020, debido a un infarto agudo de miocardio formó parte del cuerpo técnico del Fútbol Club Oporto, como medida cautelar en su recuperación hasta su retirada en agosto de 2020.
Fue considerado durante un lustro el mejor portero del mundo por la FIFA y la UEFA, a través de sus galardones XI Mundial FIFA/FIFPro y Equipo del año UEFA. La IFFHS también lo eligió durante cinco años consecutivos mejor guardameta del mundo, de 2008 a 2012. Así mismo, fue incluido ininterrumpidamente entre 2007 y 2012, en la lista final de candidatos al Balón de Oro.
Tras anunciar su retirada deportiva, presentó su candidatura a las elecciones a la presidencia de la Real Federación Española de Fútbol frente al vigente ocupante, Luis Rubiales, y a producirse al final de la temporada 2019-20.
El exfutbolista, comentarista y técnico Jorge Valdano dijo de él:

Apareció siendo un niño, se convirtió en ídolo a base de milagros voladores y se despidió como mito después de capitanear a la generación más ganadora de la historia del fútbol español. La larga carrera de Iker le permitió conocer dos fútboles. El pregaláctico, de esencia barrial y orgullo comunitario, donde la vieja Ciudad Deportiva era un escenario coherente con su condición de chico normal de Móstoles. Y el postgaláctico, era en la que los futbolistas se convirtieron en héroes sociales, en la que las pretemporadas eran giras y en la que un chino importa, en términos económicos, tanto como un socio (…) En los dos fútboles, fue la misma persona.

## Trayectoria

### Real Madrid C. F.

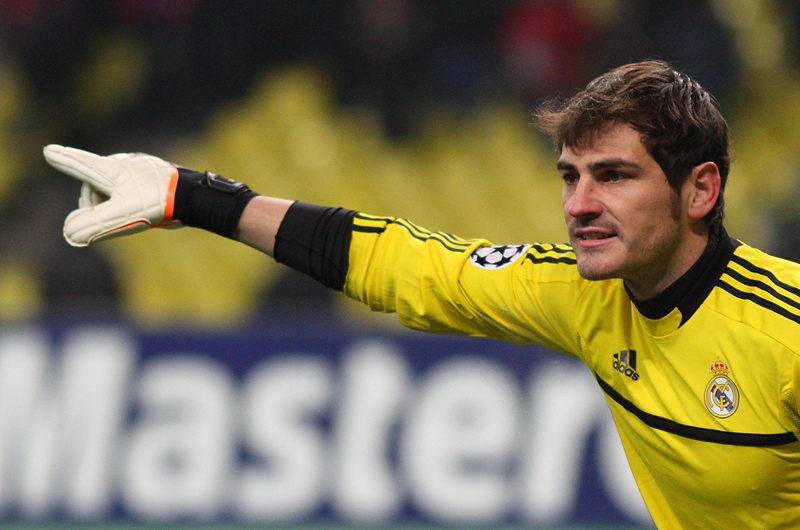
Iker Casillas, capitán del Real Madrid C. F. entre 2010 y 2015.

Iker Casillas se formó íntegramente a nivel futbolístico, en las categorías inferiores de Real Madrid, en cuyo equipo prebenjamín comenzó a jugar en la temporada 1990/91. Fue convocado por primera vez con el primer equipo, con apenas 16 años y perteneciendo al juvenil A, para el partido de Liga de Campeones del 27 de noviembre de 1997, quinto partido en el camino hacia «La Séptima», frente al Rosenborg en Noruega. El Real Madrid se puso en contacto con el director del instituto de Iker, para comunicarle su convocatoria, que vino motivada por las bajas de Illgner y Contreras, siendo el portero titular en aquel partido Santiago Cañizares.
La siguiente temporada 1998/99, formó parte de la plantilla del Real Madrid C, segundo filial del club blanco y equipo de Tercera División y fue convocado por la selección sub-20 con solo 17 años, para disputar en abril el Mundial Juvenil de 1999, en el que Iker fue uno de los baluartes para la consecución del título.
Su debut en Primera División y como titular con el primer equipo, se produjo en «La Catedral», San Mamés, el 12 de septiembre de 1999, con resultado de 2-2 ante el Athletic Club. En esa primera temporada 1999/2000, se convirtió además en el portero más joven en jugar y ganar, una Final de Liga de Campeones, al lograr «La Octava» para el club. A finales de ese año 2000, recibió el Trofeo Bravo al mejor futbolista joven de Europa.

#### Era Galáctica
Con la llegada de Florentino Pérez a la presidencia, tras proclamarse vencedor de las elecciones del año 2000, se instaura en el club una política deportiva denominada como de «Zidanes y Pavones», basada en tener a los mejores jugadores del mundo, conjugado con una fuerte promoción de los jugadores de cantera. En 2002, tras la incorporación de Ronaldo Nazario, la prensa acuña el término de «Galácticos», para referirse a ese equipo plagado de estrellas.
En esa primera temporada 2000/01, con Florentino Pérez al frente del club, ganó el primero de sus hasta ahora cinco campeonatos ligueros, llegando a su vez, a semifinales de Liga de Campeones. La siguiente temporada 2001/02, Iker perdió la titularidad, en detrimento del cancerbero César Sánchez, por decisión del entrenador Vicente del Bosque. Sin embargo, esta temporada se produce un punto de inflexión en la carrera deportiva de Iker Casillas, acontecido en la Final de Liga de Campeones disputada en Glasgow ante el Bayer Leverkusen alemán. En esa final el portero titular era César, quien sufrió una lesión y hubo de ser sustituido por Iker, que a la postre resultó ser junto a Zidane y su famoso gol de volea, el gran héroe de «La Novena», con tres portentosas intervenciones en los minutos finales, alzándose así con su segunda Liga de Campeones en tres años. A partir de aquella final, se hace titular indiscutible en el equipo y en la selección española, con la que disputa ese verano, la Copa del Mundo 2002, en la que también tiene una destacada actuación.
La temporada 2002/03, es una de las temporadas más completas de Iker, siendo nombrado por segundo año consecutivo, segundo mejor portero del mundo por la IFFHS. A nivel de títulos, logró la Supercopa de Europa y la Copa Intercontinental, además de su segundo Campeonato Nacional de Liga. En Liga de Campeones, el equipo alcanzó por cuarto año consecutivo, las semifinales de la competición, siendo eliminados por la Juventus de Turín.
En la temporada 2003/04 y con Carlos Queiroz en sustitución de del Bosque, el equipo comienza la temporada proclamándose campeón de la Supercopa de España y completando hasta marzo de 2004, una impecable campaña, exhibiendo un gran nivel de juego, que les colocó líderes en Liga, clasificados para los cuartos de Liga de Campeones tras eliminar en octavos al F. C. Bayern y finalistas de la Copa del Rey. Es a raíz de esa final de Copa, disputada en el Estadio Olímpico de Montjuïc de Barcelona ante el Real Zaragoza, que el Real pierde en la prórroga 2-3 y tras la eliminatoria de cuartos de final de Liga de Campeones ante la A. S. Mónaco, en la que el Madrid cae eliminado en la vuelta disputada en Montercarlo por 3-1, no pudiendo mantener la ventaja del resultado de ida de 4-2, cuando el equipo inicia un declive que se alarga hasta final de temporada. El Madrid de Queiroz era líder en la jornada 26 con 59 puntos, mientras el Valencia de Rafa Benítez era segundo con 51. En las últimas 12 jornadas, los blancos sólo sumaron 11 de 36 puntos, finalizando cuartos a 7 puntos del líder, una Liga que conquistó el Valencia CF con 77.
Las dos siguientes temporadas, el equipo no logra ningún título, lo que desencadena en marzo de 2006, la dimisión del presidente Florentino Pérez, convocándose elecciones a la presidencia del club en el verano de 2006, en las que resulta elegido Ramón Calderón.

#### Era Calderón
La temporada 2006/07, el nuevo presidente madridista Ramón Calderón, contrata como técnico a Fabio Capello, que volvía al club blanco diez años después. Como en aquella temporada 1996/97, su equipo alcanzó el título de Liga, completando una gran remontada. El Real Madrid llegaba al Clásico del Camp Nou de la jornada 28, con cinco puntos de desventaja frente al Barça y justo después de la eliminación en octavos de final de Liga de Campeones ante el F. C. Bayern. El equipo completó un gran partido, que finalizó 3-3, del que el Madrid salió muy reforzado. En las últimas diez jornadas restantes, el equipo sumó 25 de los 30 puntos en juego, incluidas dos épicas remontadas en el último minuto ante Español y Recreativo, que le valieron para lograr el trigésimo título liguero de la historia del club y el tercero para Iker Casillas.
En la temporada 2007/08 y con Bernd Schuster como entrenador, el Madrid revalidó el título de Liga, sacando 18 puntos de ventaja al Barcelona, a quien recibió ya como campeón en el Bernabéu imponiéndose 4-1 y produciéndose el tradicional 'pasillo' de los jugadores azulgranas en honor al campeón. A nivel individual, Iker Casillas logró su primer Trofeo Zamora, por delante del portero azulgrana, Víctor Valdés. A su vez, Casillas firmó una ampliación de contrato hasta 2017 y una cláusula de rescisión de 113 millones €.
La temporada 2008/09, se saldó sin títulos para el equipo, concluyendo subcampeones en Liga y eliminados en dieciseisavos de Copa del Rey y ante el Liverpool F. C. en octavos de final de Liga de Campeones. A nivel institucional, Ramón Calderón dimitió como presidente del club en enero de 2009, tras destaparse el fraude que se había producido en la última asamblea, en la que socios no compromisarios habían ejercido como tales. Se convocan elecciones para el verano de 2009, en las que solo el expresidente Florentino Pérez, presentó el aval necesario de 57,3 millones de euros en el registro de la Junta Electoral, siendo investido como nuevo presidente el 1 de junio.

#### Era Pellegrini
Tras el regreso tres años después de Florentino Pérez a la presidencia del club, esa temporada 2009/10 se realiza una multimillonaria inversión de 264 millones de euros, al fichar hasta ocho jugadores, entre los que destacan Cristiano Ronaldo (96 m€), Kaká (60 m€), Benzema (35 m€) o Xabi Alonso (30 m€). El equipo disputa el Campeonato de Liga hasta las últimas jornadas, concluyendo subcampeón con 96 puntos, a tan solo 3 del Barcelona. Sin embargo en Copa del Rey, el equipo es eliminado de nuevo en dieciseisavos ante el Alcorcón y en Liga de Campeones cae por sexto año consecutivo en octavos de final, ante el Olympique de Lyon, lo que provoca la no continuidad a final de temporada del técnico Manuel Pellegrini.
A principios de esta temporada, el 4 de octubre, en partido de Liga frente al Sevilla FC disputado en el Sánchez-Pizjuán, Casillas realizó una de las intervenciones más brillantes de su carrera, al atajar un disparo a bocajarro de Diego Perotti, tras una portentosa estirada de lado a lado de la portería. Tras el partido, recibió unánimes elogios, como el del excancerbero inglés Gordon Banks, que declaró:

«Los reflejos de Casillas son increíbles. Si sigue jugando tan bien se convertirá en uno de los mejores porteros de la historia del fútbol»

#### Era Mourinho

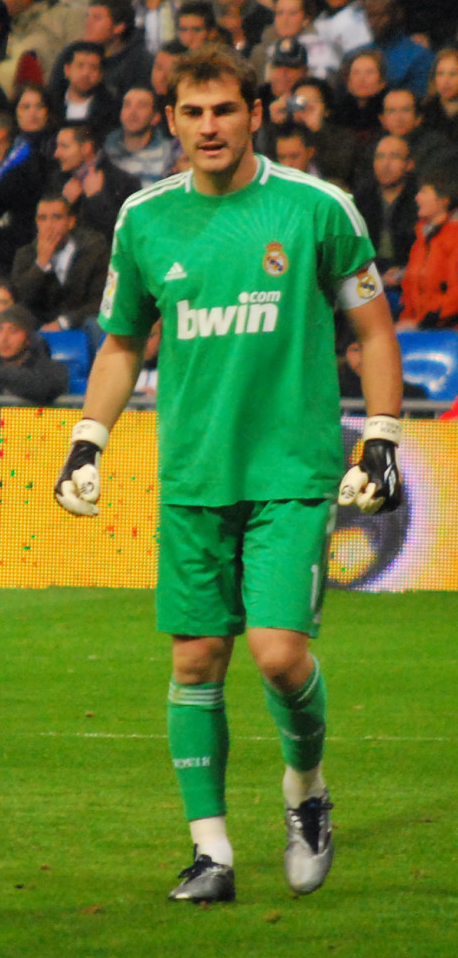
Iker Casillas durante el derbi de la temporada 2010/11 en el Bernabéu.

La temporada 2010/11, Iker se convirtió en el capitán del Real Madrid, tras las marchas de Raúl y Guti al concluir la anterior temporada. En el banquillo se estrenaba José Mourinho, que venía de lograr el «triplete» con el Inter, al ganar el Scudetto, la Coppa y la Liga de Campeones, tras imponerse al F. C. Bayern en la final de Madrid disputada en el Bernabéu y haber eliminado en semifinales al Barcelona, por entonces vigente campeón de la competición. Esa temporada se logró en la final de Copa de Mestalla ante el F. C. Barcelona, el título de Copa del Rey que el club no lograba desde hacía 18 años.
En la temporada 2011/12, el Real Madrid logró la denominada «Liga de los récords», ya que se alzó con el Campeonato Nacional de Liga, que no lograba desde 2008, alcanzando el récord histórico de puntos (100) y de goles (121). En Copa de Europa se alcanzaron por segundo año consecutivo las semifinales, siendo eliminados en la tanda de penaltis ante el F. C. Bayern, en la que Iker detuvo dos lanzamientos a Kroos y a Lahm.
La tercera y última temporada de Mourinho al frente del primer equipo, temporada 2012/13, se saldó con la Supercopa de España lograda ante el F. C. Barcelona. En esa temporada, Iker perdió la titularidad. El primer encuentro liguero que no disputó como titular, fue el partido ante el Málaga CF en La Rosaleda del 22 de diciembre (jornada 17), en el que Antonio Adán fue titular y que finalizó con derrota del equipo blanco, situándose a 16 puntos del Barça. Esta suplencia, pretendía ser un toque de atención del técnico portugués por su irregular inicio de temporada, aunque otras versiones lo achacan a la mala relación entre el capitán y el entrenador, a raíz de una conversación desvelada unos meses antes, entre Iker y Xavi Hernández, surgida tras los incidentes acontecidos en los minutos finales de la vuelta de la Supercopa de España 2011. Tras el parón navideño, Mourinho devuelve a la titularidad a Casillas, que disputa los tres partidos de Liga, hasta que el 23 de enero de 2013, en el transcurso del partido de vuelta de los cuartos de final de Copa del Rey ante al Valencia C. F., se produjo en una acción fortuita con su compañero Álvaro Arbeloa, una fractura en su mano izquierda. Este percance supuso que causara baja durante casi dos meses, e impulsó al club a fichar a un portero contrastado como Diego López para suplirlo. Cuando a Iker se le dio el alta médica a principios de abril, no logró recuperar el puesto de titular en ninguna de las tres competiciones, debido entre otras razones, al gran nivel mostrado por su sustituto. Mourinho justificó esta decisión al principio con que tenía el alta médica pero no la competitiva, para más tarde reconocer abiertamente, que le gustaba más el perfil de portero de Diego que el de Iker. Esta decisión de Mourinho, provocó un gran debate en la prensa y en amplios sectores de madridismo, creándose un clima de crispación, que se alargaría en sucesivas temporadas. En el aspecto deportivo, el equipo alcanza por tercer año consecutivo las semifinales de Liga de Campeones, siendo eliminado contra pronóstico ante el Borussia Dortmund, a pesar de quedarse a un gol del pase a la final de Wembley. Pero es la irregular marcha del equipo en el Campeonato de Liga, la que provoca fricciones entre el técnico portugués y jugadores destacados del vestuario, que unido a ese entorno dividido por el debate de la portería, precipita la no continuidad a final de temporada del entrenador, confirmada por el presidente el 20 de mayo, tres días después de la derrota en la final de Copa del Rey ante el Atlético.

#### Era Ancelotti
En la temporada 2013/14, en la que se estrenaba como entrenador Carlo Ancelotti, disputó únicamente los partidos de Copa del Rey y Liga de Campeones, logrando ambos títulos. Destacaron sus actuaciones en la final de Copa del Rey ante el Barcelona y en Copa de Europa, en la semifinal ante el FC Bayern, en la que el equipo superó a los bávaros por un global de 5-0. En la final de Lisboa, disputada ante el Atlético el 24 de mayo de 2014, Casillas gana su tercera Liga de Campeones, levantando la ansiada «Décima» como capitán. La temporada 2014/15 es su última en el Real Madrid. Diego López es traspasado al A. C. Milan y Casillas es titular toda la temporada, ganando el Mundial de Clubes.

### F.C. Porto
El 11 de julio del 2015 se hizo oficial su traspaso al F.C. Porto portugués, debutando en partido de competición oficial el 15 de agosto de 2015, con victoria ante el Vitória Guimarães en la Primeira Liga.

"Es un honor entrenar junto a uno de los mejores porteros de la historia."
Raúl Gudiño. Julio del 2015. Porto.

El día 1 de mayo de 2019 sufrió un infarto de miocardio durante el entrenamiento del Fútbol Club Oporto. El portero tuvo que ser hospitalizado, pero se recuperó sin problemas. Según los médicos, tenía obstruida la arteria coronaria derecha. Mientras se recuperaba de dicha dolencia pasó a formar parte del cuerpo técnico del equipo luso.

### Kings League
En 2023, Casillas participó en la Kings League como presidente del equipo 1K.

## Selección nacional

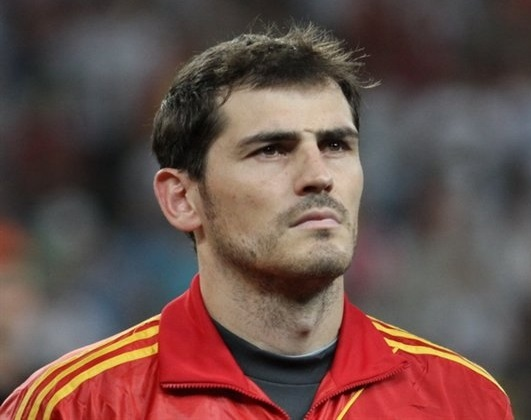
Iker Casillas, capitán y jugador europeo con más internacionalidades absolutas.

Iker Casillas llegó a ser el jugador con más internacionalidades de la selección española, al superar en el Estadio de Wembley el 12 de noviembre de 2011 ante Inglaterra, los 126 partidos que disputó Andoni Zubizarreta, siendo superado por Sergio Ramos el 12 de octubre de 2019.
Su debut como internacional absoluto fue el 3 de junio de 2000 en Gotemburgo, Suecia, en el partido amistoso previo a la Eurocopa 2000, Suecia 1-1 España. Posteriormente se produjo su debut en partido de competición oficial, el 2 de septiembre de 2000 en un Bosnia 1-2 España disputado en Sarajevo, de clasificación para el Mundial 2002.
Con las categorías inferiores de la selección española fue campeón del Europeo sub-16 en 1997 y campeón del Mundial sub-20 de 1999 junto a Xavi Hernández, donde a pesar de comenzar como suplente del cancerbero Daniel Aranzubia, de mayor edad (20 años por los 17 de Iker) y experiencia, destacó por su actuación en cuartos de final, durante la tanda de penaltis ante el combinado de Ghana.

### Fases finales
En su primer Mundial con la absoluta y con José Antonio Camacho como seleccionador, fue el portero titular de España, tras quedar fuera de la convocatoria por lesión, el presumible titular Santiago Cañizares. En esta Copa del Mundo 2002, España quedó apeada en cuartos de final, tras un polémico arbitraje ante la selección anfitriona de Corea del Sur. En el partido de octavos ante Irlanda, Casillas fue el héroe de la eliminatoria tras detener un penalti durante el partido y atajar dos más en la tanda que decidía el encuentro.

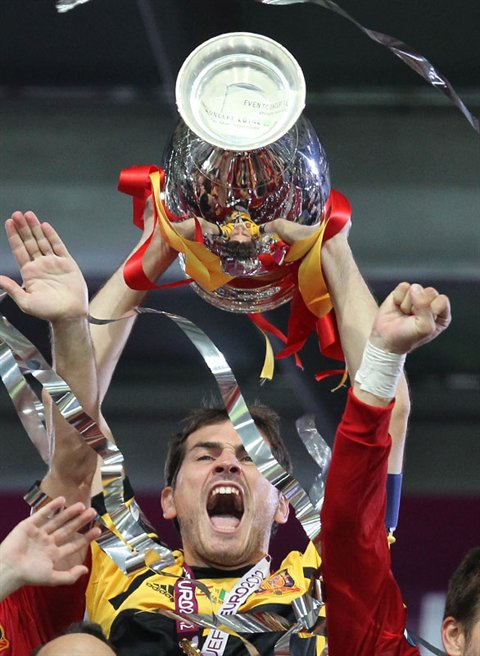
Iker Casillas levantando la Eurocopa 2012, con la que la selección española cerraba un histórico «triplete».

A raíz de estas decisivas intervenciones, unidas a las que realizó un mes antes en Glasgow con el Real Madrid, en los minutos finales de la Final de la Liga de Campeones, nació la leyenda y su apodo de «El Santo» o «San Iker».
La Eurocopa 2008 disputada en Austria y Suiza, supuso el ansiado segundo título continental para España, tras el logrado en 1964. Iker capitaneó al triunfo a una selección dirigida por Luis Aragonés, invicta en todo el torneo. El partido clave de esta Eurocopa y uno de los más importantes de la historia de la selección, fue el partido de cuartos de final contra Italia, en el que Casillas, tras detener dos remates a bocajarro del cuadro italiano durante el tiempo reglamentario y la prórroga, dio el pase a las semifinales a España con dos grandes paradas en la tanda de penaltis a De Rossi y Di Natale. Fue incluido en el Equipo del Torneo de la Eurocopa, como mejor portero del campeonato.
En 2010, Casillas capitaneó a la selección campeona del mundo. En la final de la Copa del Mundo disputada ante Holanda el 11 de julio de 2010 en Johannesburgo, tuvo una portentosa actuación, con dos intervenciones decisivas en dos mano a mano con Arjen Robben, en los minutos 62' desviando con el pie su remate y en el 83', adelantándose al disparo del neerlandés. A lo largo del campeonato, realizó actuaciones destacadas en octavos ante Portugal, en cuartos de final ante Paraguay con la parada del penalti de Cardozo y en semifinales ante Alemania. Cabe destacar que al igual que en las Eurocopas 2008 y 2012, Iker no recibió ningún tanto en los cruces eliminatorios. A nivel individual, recibió el «Guante de Oro» como mejor portero del campeonato y fue incluido en el «Equipo de las Estrellas», compuesto por los mejores once jugadores del torneo.
En la Eurocopa disputada en Polonia y Ucrania, capitaneó por segunda vez consecutiva a la selección nacional, a proclamarse campeona de Europa. Fue incluido en el Equipo del Torneo de la Eurocopa como mejor guardameta, con momentos estelares como su decisiva intervención en la fase de grupos ante Croacia o la semifinal contra Portugal, en la que volvió a detener un lanzamiento en la tanda de penaltis.
En la Copa del Mundo 2014, Iker disputa su cuarto Mundial, acudiendo España como vigente campeona. La selección completa una decepcionante actuación, firmando su peor participación en un Mundial, al caer eliminada en la fase de grupos tras las derrotas ante Holanda y Chile.
Pese al fracaso en el Mundial, Casillas siguió en la selección española como capitán y titular. Sin embargo, tras demostrar un bajo nivel en la clasificación para la Eurocopa 2016 donde solo jugó 7 de 10 partidos, en la cita continental terminó siendo suplente a manos de David de Gea, y España terminó siendo eliminada en octavos de final ante Italia. Casillas después de la Eurocopa no volvió a ser convocado, pero se mantuvo en duda su continuidad en la selección hasta 2018.

### Participaciones en fases finales
| Torneo                    | Sede                   | Resultado        | Partidos | Goles |
| ------------------------- | ---------------------- | ---------------- | -------- | ----- |
| Europeo Sub-16 de 1997    | Alemania               | Campeón          | 6        | -4    |
| Mundial Sub-17 1997       | Egipto                 | Tercer puesto    | 5        | -6    |
| Mundial Sub-20 1999       | Nigeria                | Campeón          | 2        | -2    |
| Eurocopa 2000             | Bélgica y Países Bajos | Cuartos de final | 0        | 0     |
| Copa del Mundo 2002       | Corea del Sur y Japón  | Cuartos de final | 5        | -5    |
| Eurocopa 2004             | Portugal               | Primera fase     | 3        | -2    |
| Copa del Mundo 2006       | Alemania               | Octavos de final | 3        | -4    |
| Eurocopa 2008             | Austria y Suiza        | Campeón          | 5        | -2    |
| Copa Confederaciones 2009 | Sudáfrica              | Tercer puesto    | 4        | -4    |
| Copa del Mundo 2010       | Sudáfrica              | Campeón          | 7        | -2    |
| Eurocopa 2012             | Polonia y Ucrania      | Campeón          | 6        | -1    |
| Copa Confederaciones 2013 | Brasil                 | Subcampeón       | 3        | -4    |
| Copa del Mundo 2014       | Brasil                 | Primera fase     | 2        | -7    |
| Eurocopa 2016             | Francia                | Octavos de final | 0        | 0     |

## Récords
Actualizados al final de su carrera profesional.

### Mundo
1. Capitán de selección con más títulos entre Mundial y Eurocopa: 3 (Copa del Mundo 2010, Eurocopa 2008 y Eurocopa 2012).
2. Segundo portero con más partidos en fases finales entre Mundial y Eurocopa igualado con Gianluigi Buffon (31), tras Manuel Neuer con 34.
3. Portero victorioso en más tandas de penaltis entre Mundial y Eurocopa: 3 (Copa del Mundo 2002, Eurocopa 2008, Eurocopa 2012).

### Europa
1. Quinto jugador europeo con más internacionalidades absolutas tras Gianluigi Buffon (176), Sergio Ramos (180), Luka Modrić (186) y Cristiano Ronaldo (221): 167.[88][89]
2. Tercer jugador con más partidos disputados en competiciones europeas de la UEFA tras Cristiano Ronaldo (197) y Pepe Reina (192): 188.[90][91]
3. Jugador con más partidos disputados en Liga de Campeones tras Cristiano Ronaldo (187): 181.[92][93]
4. Tercer portero más joven en debutar en Liga de Campeones tras los belgas Mile Svilar y Maarten Vandevoordt: 18 años y 118 días (15 de septiembre de 1999).[94]
5. Portero más joven en disputar una final de competición europea: 19 años y 4 días (Final de Liga de Campeones del 24 de mayo de 2000).

### España
1. Portero con más minutos imbatido en competición oficial: 952 minutos (27 de noviembre de 2013 – 24 de febrero de 2014).[95][96]
2. Portero con más minutos imbatido en Copa de SM el Rey: 1.029 minutos. (25 de enero de 2012 – 16 de abril de 2014).[97]
3. Cuarto jugador con más victorias en Primera División tras Lionel Messi (383), Sergio Busquets (352) y Sergio Ramos (342): 334 victorias (18 de diciembre de 1999 – 24 de mayo de 2015).[98][99][100]

### Selección nacional
1. Portero con más minutos imbatido: 818 minutos (10 de junio de 2012 – 16 de octubre de 2012).[101]
2. Internacional con más convocatorias: 203.[102]
3. Segundo internacional con más partidos tras Sergio Ramos (180): 167.[103]
4. Internacional con más partidos como capitán: 105.[104]
5. Segundo internacional con más partidos ganados tras Sergio Ramos (131): 121.[105]
6. Internacional con más partidos imbatido: 102.[106]
7. Internacional con más partidos imbatidos consecutivos: 9 (igualado con Santiago Cañizares).[107]
8. Segundo internacional con más minutos tras Sergio Ramos (13.707'): 13.336 minutos.[108]

### Real Madrid
1. Jugador con más partidos oficiales tras Raúl González (741): 725.[109]
2. Portero más joven en debutar en Primera División: 18 años y 115 días (12 de septiembre de 1999).[110]

## Estadísticas

### Clubes
Actualizado a fin de carrera deportiva.
| Real Madrid C. F. "C" · España | 3.ª           | 1998-99       |                                              | 3   | -2   | -  | -   | Inaccesibles | Inaccesibles | 3   | -2   |
| Real Madrid C. F. "B" · España | 2.ª B         | 1999-00       |                                              | 4   | -2   | -  | -   | Inaccesibles | Inaccesibles | 4   | -2   |
| Real Madrid C. F. · España | 1.ª           | 1999-00       |                                              | 27  | -25  | 5  | -1  | 15           | -24          | 47  | -50  |
| Real Madrid C. F. · España | 1.ª           | 2000-01       | Inscrito con ficha del primer equipo         | 34  | -37  | -  | -   | 13           | -19          | 47  | -56  |
| Real Madrid C. F. · España | 1.ª           | 2001-02       |                                              | 25  | -27  | 6  | -5  | 9            | -6           | 40  | -38  |
| Real Madrid C. F. · España | 1.ª           | 2002-03       |                                              | 38  | -41  | -  | -   | 17           | -22          | 55  | -64  |
| Real Madrid C. F. · España | 1.ª           | 2003-04       |                                              | 37  | -50  | 4  | -3  | 9            | -10          | 50  | -63  |
| Real Madrid C. F. · España | 1.ª           | 2004-05       |                                              | 37  | -30  | -  | -   | 10           | -11          | 47  | -41  |
| Real Madrid C. F. · España | 1.ª           | 2005-06       |                                              | 37  | -38  | 4  | -6  | 7            | -7           | 48  | -51  |
| Real Madrid C. F. · España | 1.ª           | 2006-07       |                                              | 38  | -40  | -  | -   | 7            | -10          | 45  | -50  |
| Real Madrid C. F. · España | 1.ª           | 2007-08       |                                              | 36  | -32  | 2  | -6  | 8            | -13          | 46  | -51  |
| Real Madrid C. F. · España | 1.ª           | 2008-09       |                                              | 38  | -52  | 2  | -5  | 7            | -10          | 47  | -67  |
| Real Madrid C. F. · España | 1.ª           | 2009-10       |                                              | 38  | -35  | -  | -   | 8            | -9           | 46  | -44  |
| Real Madrid C. F. · España | 1.ª           | 2010-11       |                                              | 35  | -32  | 8  | -2  | 11           | -6           | 54  | -40  |
| Real Madrid C. F. · España | 1.ª           | 2011-12       |                                              | 37  | -31  | 6  | -11 | 10           | -7           | 53  | -49  |
| Real Madrid C. F. · España | 1.ª           | 2012-13       |                                              | 19  | -16  | 5  | -4  | 5            | -8           | 29  | -28  |
| Real Madrid C. F. · España | 1.ª           | 2013-14       |                                              | 2   | -2   | 9  | -1  | 13           | -10          | 24  | -13  |
| Real Madrid C. F. · España | 1.ª           | 2014-15       |                                              | 32  | -35  | 2  | -2  | 13           | -7           | 47  | -46  |
| Real Madrid C. F. · España | Total club    | Total club    | Total club                                   | 510 | -523 | 53 | -46 | 162          | -179         | 725 | -751 |
| F. C. Porto Portugal | 1.ª           | 2015-16       |                                              | 32  | -28  | -  | -   | 8            | -11          | 40  | -39  |
| F. C. Porto Portugal | 1.ª           | 2016-17       |                                              | 33  | -16  | -  | -   | 10           | -7           | 43  | -23  |
| F. C. Porto Portugal | 1.ª           | 2017-18       |                                              | 20  | -11  | 8  | -5  | 3            | -3           | 31  | -19  |
| F. C. Porto Portugal | 1.ª           | 2018-19       |                                              | 31  | -19  | 1  | -1  | 10           | -15          | 42  | -35  |
| F. C. Porto Portugal | 1.ª           | 2019-20       | Lesionado de gravedad (Infarto de miocardio) | -   | -    | -  | -   | -            | -            | 0   | 0    |
| F. C. Porto Portugal | Total club    | Total club    | Total club                                   | 116 | -77  | 9  | -6  | 31           | -36          | 156 | -119 |
| Total carrera | Total carrera | Total carrera | Total carrera                                | 630 | -602 | 62 | -52 | 193          | -215         | 885 | -867 |
| (1) Incluye datos de la Copa del Rey / Supercopa de España (1999-13); Taça de Portugal / SuperTaça C. O. (2015-Act.) En caso de equipo filial se refiere a fases de ascenso/descenso. (2) Incluye datos de la Copa Mundial de Clubes de la FIFA (2000); Copa Intercontinental (2000-02); Supercopa de Europa (2000-02); Liga de Campeones de la UEFA (1999-13). (3) Goles encajados. No se incluyen partidos amistosos. |               |               |                                              |     |      |    |     |              |              |     |      |

### Selecciones
Actualizado al último partido jugado el 15 de octubre de 2013.
| Sub-20 España | 1998-99       | 0  | 0  | 2  | 2  | 0  | 0  | 2   | 2   | 1,00 |
| Sub-20 España | Total sel.    | 0  | 0  | 2  | 2  | 0  | 0  | 2   | 2   | 1,00 |
| Sub-21 España | 1999-00       | 3  | 1  | 0  | 0  | 2  | 2  | 5   | 3   | 0,6  |
| Sub-21 España | Total sel.    | 3  | 1  | 0  | 0  | 2  | 2  | 5   | 3   | 0,6  |
| Absoluta España | 1999-00       | 0  | 0  | 0  | 0  | 2  | 1  | 2   | 1   | 0,5  |
| Absoluta España | 2000-01       | 0  | 0  | 4  | 2  | 3  | 4  | 7   | 6   | 0,85 |
| Absoluta España | 2001-02       | 0  | 0  | 6  | 5  | 3  | 1  | 9   | 6   | 0,67 |
| Absoluta España | 2002-03       | 6  | 3  | 0  | 0  | 4  | 1  | 10  | 4   | 0,4  |
| Absoluta España | 2003-04       | 7  | 4  | 0  | 0  | 5  | 2  | 12  | 6   | 0,5  |
| Absoluta España | 2004-05       | 0  | 0  | 7  | 2  | 3  | 1  | 10  | 3   | 0,3  |
| Absoluta España | 2005-06       | 0  | 0  | 8  | 7  | 3  | 2  | 11  | 9   | 0,82 |
| Absoluta España | 2006-07       | 6  | 6  | 0  | 0  | 2  | 1  | 8   | 7   | 0,88 |
| Absoluta España | 2007-08       | 9  | 4  | 0  | 0  | 4  | 1  | 13  | 5   | 0,38 |
| Absoluta España | 2008-09       | 0  | 0  | 10 | 6  | 4  | 0  | 14  | 6   | 0,43 |
| Absoluta España | 2009-10       | 0  | 0  | 10 | 4  | 5  | 4  | 15  | 8   | 0,53 |
| Absoluta España | 2010-11       | 5  | 5  | 0  | 0  | 5  | 5  | 10  | 10  | 1,00 |
| Absoluta España | 2011-12       | 8  | 1  | 0  | 0  | 8  | 5  | 16  | 6   | 0,38 |
| Absoluta España | 2012-13       | 0  | 0  | 6  | 5  | 5  | 3  | 11  | 8   | 0,33 |
| Absoluta España | 2013-14       | 0  | 0  | 4  | 7  | 4  | 1  | 8   | 8   | 1,00 |
| Absoluta España | 2014-15       | 5  | 3  | 0  | 0  | 1  | 1  | 6   | 4   | 0,66 |
| | 2015-16       | 2  | 0  | 0  | 0  | 3  | 1  | 5   | 1   | 0,2  |
| | Total sel.    | 48 | 26 | 55 | 38 | 64 | 34 | 167 | 98  | 0,59 |
| Total carrera | Total carrera | 51 | 27 | 57 | 40 | 66 | 36 | 174 | 103 | 0,59 |
| (1) En el caso de la selección absoluta incluye también los partidos de la Copa FIFA Confederaciones (2009-13). (2) Incluye los partidos de las fases de clasificación de Europeos y Mundiales (1998-2013). (3) Media de goles recibidos. |               |    |    |    |    |    |    |     |     |      |

## Palmarés

### Títulos nacionales
| Título                   | Club              | Año  |
| ------------------------ | ----------------- | ---- |
| 3.ª División (Grupo VII) | Real Madrid "C"   | 1999 |
| Campeonato de Liga       | Real Madrid C. F. | 2001 |
| Supercopa                | Real Madrid C. F. | 2001 |
| Campeonato de Liga       | Real Madrid C. F. | 2003 |
| Supercopa                | Real Madrid C. F. | 2003 |
| Campeonato de Liga       | Real Madrid C. F. | 2007 |
| Campeonato de Liga       | Real Madrid C. F. | 2008 |
| Supercopa                | Real Madrid C. F. | 2008 |
| Copa                     | Real Madrid C. F. | 2011 |
| Campeonato de Liga       | Real Madrid C. F. | 2012 |
| Supercopa                | Real Madrid C. F. | 2012 |
| Copa                     | Real Madrid C. F. | 2014 |
| Campeonato de Liga       | F. C. Porto       | 2018 |
| Supercopa                | F. C. Porto       | 2018 |
| Campeonato de Liga       | F. C. Porto       | 2020 |
| Copa                     | F. C. Porto       | 2020 |

### Títulos internacionales
| Título              | Selección         | Año  |
| ------------------- | ----------------- | ---- |
| Europeo (Sub-16)    | España (sub-16)   | 1997 |
| Mundial (Sub-20)    | España (sub-20)   | 1999 |
| Eurocopa            | España            | 2008 |
| Copa del Mundo      | España            | 2010 |
| Eurocopa            | España            | 2012 |
|                     |                   |      |
| Título              | Equipo            | Año  |
| Intercontinental    | Real Madrid C. F. | 1998 |
| Liga de Campeones   | Real Madrid C. F. | 2000 |
| Liga de Campeones   | Real Madrid C. F. | 2002 |
| Supercopa de Europa | Real Madrid C. F. | 2002 |
| Intercontinental    | Real Madrid C. F. | 2002 |
| Liga de Campeones   | Real Madrid C. F. | 2014 |
| Supercopa de Europa | Real Madrid C. F. | 2014 |
| Mundial de Clubes   | Real Madrid C. F. | 2014 |

### Distinciones individuales
| Distinción                                                 | Año                                |
| ---------------------------------------------------------- | ---------------------------------- |
| Trofeo Bravo                                               | 2000                               |
| Nominado al Balón de Oro                                   | 2007, 2008, 2009, 2010, 2011, 2012 |
| Equipo del Año de la UEFA                                  | 2007, 2008, 2009, 2010, 2011, 2012 |
| XI Mundial FIFA/FIFPro                                     | 2008, 2009, 2010, 2011, 2012       |
| Mejor Portero del Mundo (IFFHS)                            | 2008, 2009, 2010, 2011, 2012       |
| Trofeo Zamora                                              | 2008                               |
| Mejor Portero de la Primera División de España             | 2009, 2012                         |
| Equipo del Torneo de la Eurocopa                           | 2008, 2012                         |
| Mejor Portero de la Eurocopa                               | 2008, 2012                         |
| Equipo de las Estrellas de la Copa del Mundo               | 2010                               |
| Guante de Oro de la Copa del Mundo                         | 2010                               |
| Premio Golden Foot                                         | 2017                               |
| Mejor portero de la Liga Nos                               | 2018-2019                          |
| Incluido en el once ideal de la década por France Football | 2019                               |

### Condecoraciones
| Distinción                                           | Año  |
| ---------------------------------------------------- | ---- |
| Gran Cruz de la Real Orden del Mérito Deportivo      | 2015 |
| Medalla de Oro de la Real Orden del Mérito Deportivo | 2010 |
| Medalla de Oro de la Comunidad de Madrid             | 2013 |
| Hijo Predilecto de Móstoles                          | 2010 |
| Hijo Predilecto de Navalacruz                        | 2010 |
| Galardón                                             | Año  |
| Premio Príncipe de Asturias de los Deportes          | 2012 |

| Predecesor: Haile Gebrselassie Etiopía | 26.º Premio Príncipe de Asturias de los Deportes compartido con Xavi Hernández 2012 | Sucesor: · José María Olazábal · España |

## Vida personal

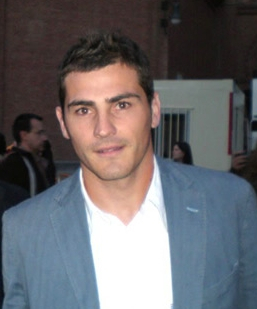
Iker Casillas en 2009.

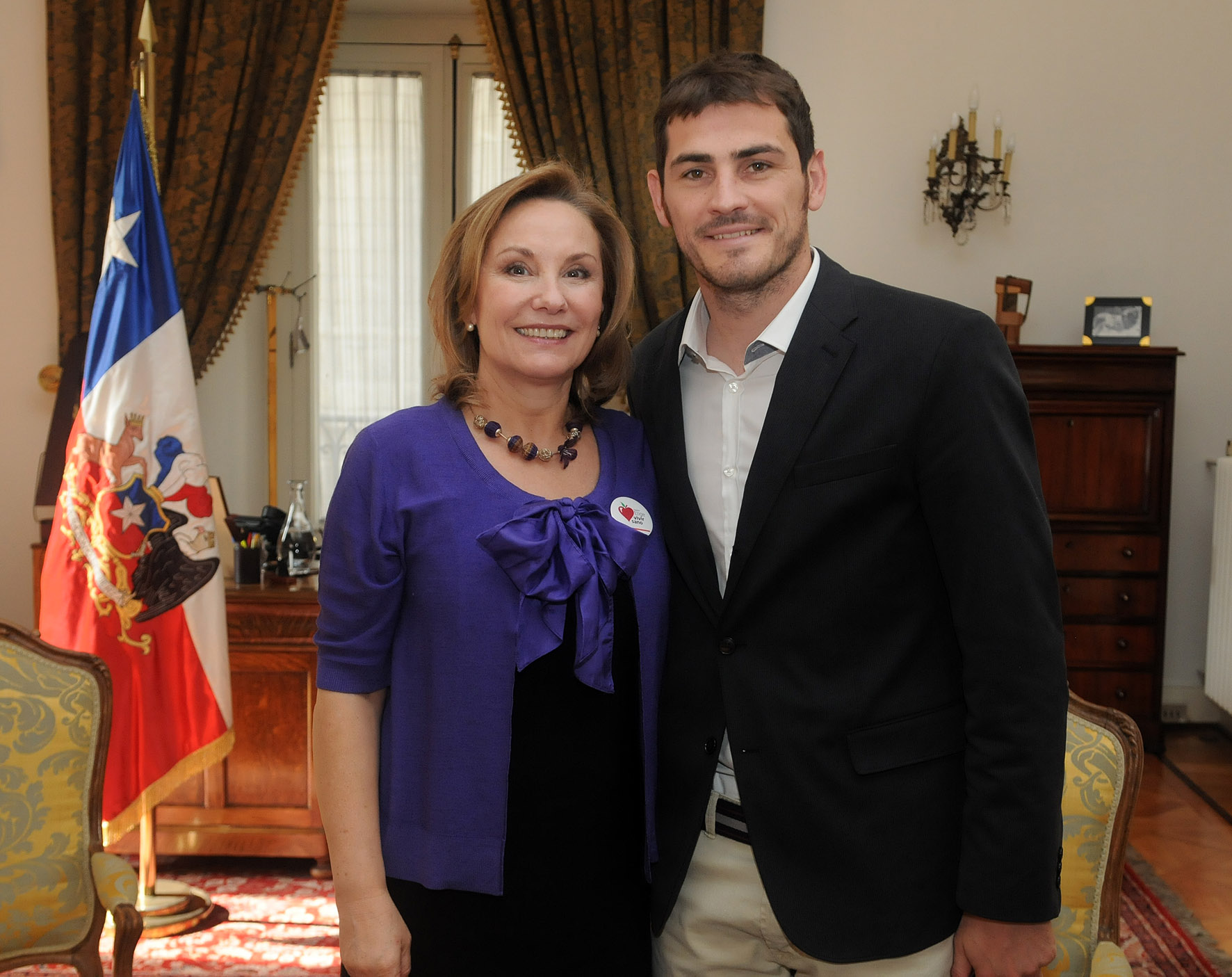
Iker Casillas junto a la primera dama de Chile, Cecilia Morel.

Aunque Iker nació en Madrid, al poco tiempo sus padres regresaron a Bilbao y, durante casi dos años vivió en el bilbaíno barrio de Zorroza, donde había crecido su padre. Su nombre y el de su hermano Unai son de origen vasco.
Iker Casillas mantiene fuertes lazos afectivos con el pueblo de Navalacruz (Ávila), lugar de origen de sus padres. En este pueblo, como en la vecina Navaluenga, se celebró durante varios años, en época estival, la escuela de fútbol para jóvenes Iker Casillas. También está muy vinculado con la localidad madrileña de Móstoles, donde vivió durante su infancia y adolescencia. Es «Hijo predilecto» en Navalacruz y en Móstoles, y en esta última se le puso su nombre a una avenida en enero de 2012. Es primo lejano del patinador Javier Fernández, también originario de Navalacruz.
Al finalizar la celebración de la consecución de la Copa del Mundo en Sudáfrica Iker Casillas fue entrevistado por su novia, la periodista Sara Carbonero; en plena entrevista Iker sollozó e inesperadamente besó a la periodista con la cámara emitiendo en directo. La escena dio la vuelta al mundo en cuestión de minutos. Se casaron en 2016 en una ceremonia íntima ante un notario, y tuvieron dos hijos: Martín y Lucas. En 2021 los dos anunciaron su separación y posterior divorcio 
en sus respectivas cuentas de Instagram.

### Actuaciones en películas
- Actuó en una escena de la película Torrente 3 junto con Guti e Iván Helguera.[133]
- Apareció en la película de Goal II: Living the Dream, junto a sus compañeros de la temporada 2005-2006, haciendo de compañero de equipo del protagonista de la película, el jugador Santiago Muñez, que había fichado por el Real Madrid después de pasar por el Newcastle United. El personaje que interpretó, fue el de él mismo, al igual que el de sus antiguos compañeros.

## Otros datos de interés
- Cuando el Bayern Múnich fue eliminado a manos del Real Madrid en Copa de Europa (que posteriormente ganaría el cuadro español), Iker Casillas le pidió la camiseta al portero alemán Oliver Kahn, el cual se la negó. Posteriormente, ante la prensa, Iker calificó este hecho como una desfachatez y un gesto de prepotencia. Kahn reflexionó, y además de enviarle la camiseta a posteriori, le invitó a pasar un día en Múnich con él.[134]
- En una temporada, el Manchester United se interesó en Iker. El Manchester dio por hecho el traspaso y añadió la ficha de Iker a la Página oficial. Al final, no fichó por los Diablos Rojos.
- En una ocasión, el diario deportivo As, que califica a los jugadores en los partidos por ases otorgando un máximo de tres, le puso cuatro.[135]
- En la Final de Liga de Campeones de la temporada 2001-2002 tuvo que reemplazar al entonces portero titular César Sánchez, consiguiendo una destacada actuación que contribuyó a la conquista de la «Novena» Copa de Europa de la historia del club, realizando tres grandes intervenciones en los minutos finales.[136][137][138]
- Tras la marcha de Roberto Carlos al Fenerbahçe turco, Casillas se convierte en uno de los capitanes del equipo blanco, después de Raúl y Guti.
- Los usuarios de www.uefa.com eligieron a Iker Casillas como el mejor portero de Europa en 2008, al obtener este 90.000 votos. Con este resultado quedó por delante de porteros como Petr Čech, que obtuvo 10 000 votos menos.[139]
- El récord de imbatibilidad de Casillas es de 575 minutos. Por delante de él se encuentran, entre otros, Víctor Valdés, Santiago Cañizares, Paco Buyo y Miguel Ángel, que estuvo en la temporada 84-85 durante 596 minutos sin recibir un solo tanto. (En Liga)[140]
- En febrero de 2008 amplió su contrato con el Real Madrid C. F. hasta 2017, y a partir de ese momento renovará automáticamente si juega 30 partidos. Este contrato, considerado pues vitalicio, se rubricó a la vez y en las mismas condiciones que el de Raúl.
- El 4 de octubre de 2009, en un partido disputado entre el Real Madrid C. F. y el Sevilla Fútbol Club en el Estadio Ramón Sánchez Pizjuán, Iker paró una pelota en la línea de gol a Diego Perotti. Para muchos compañeros y expertos es una de las mejores paradas de la historia, siendo comparada con la realizada por el portero inglés Gordon Banks al brasileño Pelé en la Copa Mundial de Fútbol de 1970.[141]
- En varias ocasiones, Iker Casillas ha mencionado que cuando se retire del fútbol profesional le gustaría seguir formando parte del Real Madrid C. F. e incluso llegar a ser su presidente.[142]
- Iker Casillas superó, el 14 de febrero de 2009, el récord de Paco Buyo de 454 encuentros en la portería madridista.
- Al finalizar la temporada 2007-08, el periódico deportivo Marca, realizó una encuesta entre los internautas que entrasen en su página web, en la cual se podía votar, entre otras cosas, al mejor jugador de la temporada. Iker Casillas fue el vencedor en esta encuesta con un 26%, por delante de jugadores de la talla de Sergio Agüero y Lionel Messi.
- Un día, harto, al igual que sus compañeros, del calificativo que la prensa les había impuesto, «Los Galácticos», Iker exclamó tras una pregunta: "Yo no soy galáctico, soy de Móstoles". Dicha frase preside hoy los campos de fútbol que llevan su nombre en su localidad natal.[143]
- Casillas es el segundo futbolista que más victorias ha logrado con su selección (121), superando al francés Lilian Thuram con 94. Así mismo, con el Real Madrid C. F. es el jugador en su historia con más victorias en Liga superando a Raúl González Blanco y el futbolista que más partidos completos ha disputado con este club.
- Actualmente es el portero con más partidos imbatido en una selección, superando el anterior récord que ostentaba Edwin van der Sar de 72 partidos dejando la puerta a cero.[87]
- En 2011 fue elegido el segundo «Mejor Portero de la 1.ª Década del Siglo XXI» por la Federación Internacional de Historia y Estadística de Fútbol y ocupa el tercer puesto en el ranking de los «Mejores porteros de la Historia» realizado por esta misma federación.
- En 2011, los usuarios de la página oficial de la FIFA, eligieron al mejor Portero de la historia que obtuvo una Copa del Mundo, resultando Casillas ganador con un 34.18% de las preferencias, por delante de jugadores como Gianluigi Buffon, Fabien Barthez y Bodo Illgner.
- El 22 de octubre de 2011 igualó a Paco Gento en número de partidos disputados en liga, con 428. Se convirtió así en el quinto jugador del Real Madrid que más partidos ha jugado en la competición doméstica española tras Raúl González, Manolo Sanchís, Carlos Santillana y Fernando Hierro.[144]
- En 2012, fue nombrado como el Mejor Portero de la Historia de España al ser el único en haber sido 4 veces seguidas el Mejor Portero del Mundo, ganar dos Eurocopas y un Mundial.
- En 2012, France Football pidió el Balón de Oro para Iker.
- El 17 de junio de 2013, alcanzó la cifra de 800 partidos oficiales disputados entre el Real Madrid (654) y la selección nacional (146).[145]
- Ocupa el decimoprimer lugar entre los jugadores con más títulos en la historia del Real Madrid, con 19 títulos, junto a los defensas Chendo Porlán y José Antonio Camacho, el centrocampista Isco Alarcón, y el delantero Gareth Bale. Solo es superado por Manolo Sanchís (22), Sergio Ramos (22), Paco Gento (23), Toni Kroos (23), Lucas Vázquez (23), Marcelo Vieira (25), Karim Benzema (25), Nacho Fernández (26), Dani Carvajal (27) y Luka Modrić (28).

## Filmografía
- Reportaje Canal+ (05/05/2014), «Fiebre Maldini: 'Casillas, el cerrojo de España'» en Plus.es

- Documental Mediaset (11/06/2014), «Generación '99: Iker y Xavi» en Dailymotion
- Documental Mediaset (12/11/2015), «Un repaso a la trayectoria: La memoria de Iker» en Mitele.es